# Settawut Wongsai
Settawut Wongsai (tiếng Thái: เสฏฐวุฒิ วงค์สาย, sinh ngày 7 tháng 5 năm 1997), còn được biết với tên đơn giản Bas (tiếng Thái: บาส) là một Cầu thủ bóng đá người Thái Lan thi đấu ở vị trí tiền đạo cho câu lạc bộ Giải bóng đá Ngoại hạng Thái Lan Chonburi.